# دویچ (دهانه)

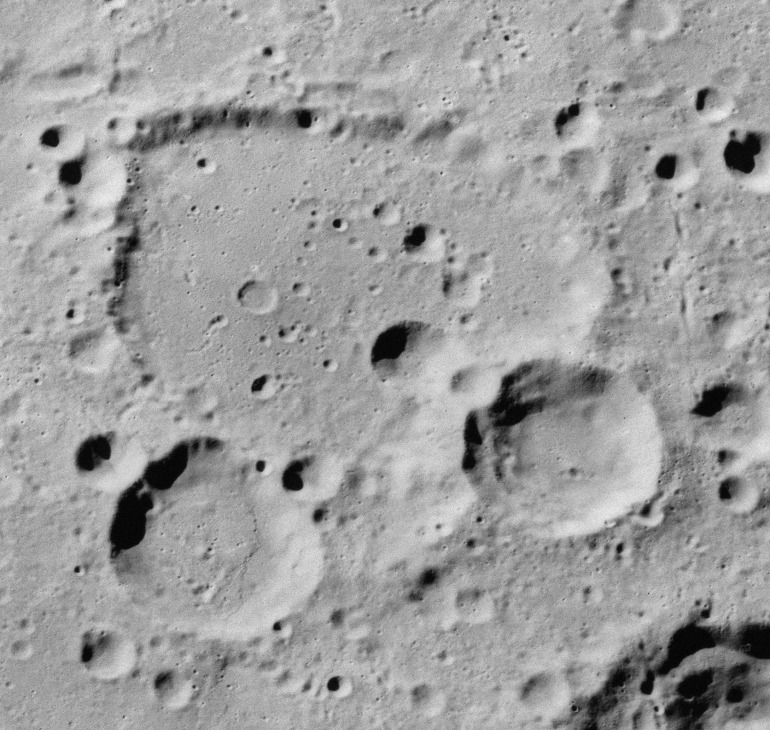
دهانه برخوردی دویچ
دویچ یک دهانه برخوردی در ماه‌ است.

## دهانه‌های اقماری
این دهانه ۲ دهانه اقماری دارد.
| Deutsch | عرض جغرافیایی | طول جغرافیایی | قطر          |
| ------- | ------------- | ------------- | ------------ |
| L       | ۲۲.۴° N       | ۱۱۰.۸° E      | ۳۶.۰ کیلومتر |
| F       | ۲۴.۱° N       | ۱۱۲.۰° E      | ۳۱.۰ کیلومتر |